# チェーズ・オーエンズ
チェーズ・オーエンズ（Chase Owens、1990年3月7日 - ）は、アメリカ合衆国の男性プロレスラー。テネシー州ブリストル出身。新日本プロレス所属。

## 来歴
2007年2月17日、チャンピオンシップ・レスリング・アライアンス（Championship Wrestling Alliance、略称 : CWA）のイベント、Snowed The F Outのトニー・ギブンス戦でプロレスデビューを飾る。9月22日に同団体が主催するトーナメント、ベスト・オブ・ザ・ベストに初出場したが、一回戦でザ・ジンを前に敗れる。
2008年11月14日、キングスポートを拠点とするサザン・ステイツ・レスリング（Southern States Wrestling、略称 : SSW）に参戦し、ギブンスが保持するAWA世界ヘビー級王座に挑戦。自身初となるタイトルの挑戦となったが、奪取には至らなかった。
2011年2月26日、ノースカロライナ州を拠点とするミッドアトランティック・チャンピオンシップ・レスリング（Mid Atlantic Championship Wrestling、略称 : MACW）のイベント、Rage In The Cageに出場。シグモンを下して、NWAミッドアトランティックジュニアヘビー級王座に戴冠し、初のベルト奪取となる。
3月24日、NWAスモーキーマウンテンに参戦し、新設されたNWAマウンテン・エンパイア王座を賭けて、ジェイソン・キンケイドとラダー・マッチで対戦。この試合を制して、同タイトルの初代王者に輝いた。4月1日、同団体が主催するスモーキーマウンテンカップに出場し、優勝。8月27日にはCHIKARAに参戦し、ヤングライオンズカップに出場。一回戦でヤコブ・ハンマーメイヤー、グレゴリー・アイアン、オバリヨンと4WAYマッチで激突したが、敗北を喫した。
2012年10月13日、NWAスモーキーマウンテンのイベント、All Or Nothingに参戦。空位となったNWA世界ジュニアヘビー級王座を賭けたトーナメントに出場し、決勝戦でマット・コナード、ザック・ビンセントとトリプルスレットマッチで対戦。この試合に勝利を収め、同王座の第85代王者となった。
2014年10月13日、新日本プロレスのPPV、KING OF PRO-WRESTLINGに参戦。自身が保持するNWAジュニア王座の防衛戦としてBUSHIと対戦。これにピンフォール勝ちを収め、同王座の防衛に成功。試合後、NWA社長のブルース・サープがマイクパフォーマンスを行い、次期挑戦者として獣神サンダー・ライガーを指名。11月8日、POWER STRUGGLEにて、ライガーを相手に防衛戦に臨んだが、ピンフォール負けを喫し、王座から陥落した。
2015年5月、新日本が主催するジュニアヘビー級選手のリーグ戦、BEST OF THE SUPER Jr.に初出場。決勝進出とはならなかったものの、公式最終戦で田口隆祐から勝利を収め、田口の決勝進出を阻む活躍を見せつけ、4勝3敗と勝ち越した。10月23日、新日本が主催するRoad to POWER STRUGGLE所沢大会にて、ケニー・オメガに紹介されBULLET CLUBに加入。オメガとタッグチームを結成してSUPER Jr. TAG TOURNAMENT 2015にエントリー。翌24日、1回戦でROPPONGI VICE（ロッキー・ロメロ & バレッタ）と対戦したが、敗戦した。
2019年11月、ワールドタッグリーグ2019にバッドラック・ファレとともに初エントリーし、6勝9敗の成績を残すも優勝決勝戦には至らなかった。
2020年11月、ワールドタッグリーグ2021にバッドラック・ファレとともにエントリーし、3勝6敗の成績を残すも優勝決勝戦には至らなかった。
2021年1月4日、東京ドームで行われたKOPW2021争奪ニュージャパンランボーにて1番手として入場後、34分間戦い抜き、BUSHI、バッドラック・ファレ、矢野通とともに翌5日のKOPW2021争奪4WAYマッチに駒を進めた。
2月27日、矢野通の持つKOPW2021にYTR式テキサス・ストラップマッチルールにて挑戦するも敗北。
7月21日、東京ドームで行われたKOPW2021争奪ニュージャパンランボーwith手錠にて、1番手として入場後、35分間戦い抜き王者である矢野通を下してKOPWトロフィーを獲得した。
9月4日、メットライフドームで行われたKOPW2021にてNO-DQ　I QUIT MATCHルールで挑戦者、矢野通に挑むも敗北。
9月、G1 CLIMAX 31に初エントリー。Bブロックにて棚橋弘至、タイチなどに勝利するも2勝7敗で決勝戦進出には至らなかった。
11月、WORLD TAG LEAGUE 2021にバッドラック・ファレとともにエントリーし、6勝5敗の成績を残すも優勝決勝戦には至らなかった。
2022年1月4日、東京ドームで行われたKOPW2022争奪ニュージャパンランボーにて1番手として入場後、27分間戦い抜き、CIMA、鈴木みのる、矢野通とともに翌5日のKOPW2022争奪4WAYマッチに駒を進めた。
5月1日、福岡PayPayドームで行われたIWGPタッグ選手権にて、バッドラック・ファレとともに王者組のジェフ・コブ＆グレート-O-カーンと挑戦者、後藤洋央紀＆YOSHI-HASHIとの3WAYを制し、新日本参戦7年目にして新日本ベルト初戴冠となった。
6月12日、大阪城ホールでのIWGPタッグ王座初防衛戦で、コブ&オーカーンに敗れ王座陥落。
7月、4ブロックに分かれたG1 CLIMAX 32ではBブロックにエントリー。石井智宏、グレート-O-カーンに勝利するも2勝4敗で決勝トーナメント進出には至らなかった。
2023年3月、NEW JAPAN CUPにシード選手として出場も初戦（2回戦）で内藤哲也に敗れる。
2025年3月9日、ベイコム総合体育館にてWAR DOGSのSANADAと組みTAKAみちのく、上村優也と対戦し勝利。バックステージにてWAR DOGSに加入したことを発表。
6月15日、大阪城ホールにてWAR DOGS対H.O.Tが行われ終盤ドリラ・モロニーを裏切りHOUSE OF TORTUREに加入。

## 得意技
ラストテスタメント
パイルドライバーの体勢から胴をクラッチせず、相手の膝裏辺りを捕らえながら持ち上げて、脳天からマットに突き刺す荒技。旧名パッケージドライバー。
Cトリガー
ケニー・オメガのVトリガーと同じ技、Cはチェーズ（Chase）の頭文字から。
ハイヌーン
ハンマーロック式ラリアット
相手の左腕をハンマーロックで捕らえ、そのまま腕を離さずに相手の右脇下をくぐって正面に移動し、そこからショートレンジで勢いよく右腕を叩き込む変形ラリアット。旧名ジュエルハイスト。
スーパーキック
プリンスズスロウン
ローリング・エルボー
スウィンギング・スリングショット・バックブリーカー
フリッピング・ネックブリーカー
ドロップキック
ダイビング・ギロチン・ドロップ

### 合体技
バッドラック・ファレ
グラネードランチャー
オーエンズが相手を抱え上げ、ファレがグラネードを見舞い、その勢いでチェーズが相手を後ろへ反り投げる。
ロケットランチャーエルボードロップ
コーナートップからオーエンズがダイビングエルボードロップを見舞う際、ファレが下から投げるように勢いをつけて威力を増加させる連携技。『ミッドナイト・エクスプレス』でスタン・レーンとともに水しぶきを上げて飛ぶ同じテクニックを使用したボビー・イートンへのオマージュ。

## タイトル歴
新日本プロレス
- IWGPタッグ王座 （第94代, w / バッドラック・ファレ、第101代, 第103代, w / KENTA）
- KOPW2021トロフィー保持者（第2代）

NWA
- NWAテキサスヘビー級王座（英語版）: 1回（第335代）
- NWAサザンヘビー級王座: 1回（第23代）
- NWAテネシータッグ王座 : 1回（w / クリス・リチャーズ）
- NWAマウンテンエンパイア王座 : 2回
- NWAマウンテン・ステート・レスリングジュニアヘビー級王座 : 1回
- NWAミッドアトランティックジュニアヘビー級王座 : 3回
- NWA世界ジュニアヘビー級王座 : 3回（第85、87、89代）
- スモーキーマウンテンカップ 優勝（2011年）

CWA
- CWA TV王座 : 1回

TSW
- TSWツインステイツ王座 : 1回

## 入場テーマ曲
- Lonestar Outlaw

2025年7月 - 現在まで使用。
- Package Driver

2018年2月 - 2025年6月
- Radioactive / Imagine Dragons

前奏部分に映画「SAW」の挿入曲「Hello Zepp」を使用している。